# Weronika Nagięć
Weronika Nagięć (* 27. Juni 2002) ist eine polnische Hürdenläuferin, die sich auf die 100-Meter-Distanz spezialisiert hat.

## Sportliche Laufbahn
Ihren ersten Wettkampf bei internationalen Meisterschaften bestritt Weronika Nagięć im Jahr 2021, als sie bei den U20-Europameisterschaften in Tallinn an den Start ging und dort im Halbfinale über 100 m Hürden ausschied. 2023 erreichte sie bei den Halleneuropameisterschaften in Istanbul das Semifinale über 60 m Hürden und schied dort mit 8,15 s aus und im Juli belegte sie bei den U23-Europameisterschaften in Espoo in 13,28 s den sechsten Platz über 100 m Hürden. Anschließend schied sie bei den World University Games in Chengdu mit 13,21 s im Halbfinale aus. Im Jahr darauf kam sie bei den Hallenweltmeisterschaften in Glasgow mit 8,17 s nicht über den Vorlauf über 60 m Hürden hinaus.
2023 wurde Nagięć polnische Hallenmeisterin im 60-Meter-Hürdenlauf sowie in der 4-mal-200-Meter-Staffel.

## Persönliche Bestleistungen
- 100 m Hürden: 13,14 s (+1,0 m/s), 25. Juni 2023 in Warschau
  - 60 m Hürden (Halle): 8,02 s, 6. Februar 2024 in Toruń